# 格利博喬克 (巴拉尼夫卡區)
50°13′4″N 27°38′13″E / 50.21778°N 27.63694°E
格利博喬克（烏克蘭語：Глибочок），是烏克蘭北部的村莊，隸屬日托米爾州的茲維亞赫爾區。該村始建於1720年，面積12.24平方公里，海拔高度227米，2001年人口932。